# Five Points (Alabama)
Five Points is een plaats (town) in de Amerikaanse staat Alabama, en valt bestuurlijk gezien onder Chambers County.

## Demografie
Bij de volkstelling in 2000 werd het aantal inwoners vastgesteld op 146.
In 2006 is het aantal inwoners door het United States Census Bureau geschat op 144, een daling van 2 (-1,4%).

## Geografie
Volgens het United States Census Bureau beslaat de plaats een oppervlakte van
2,7 km², geheel bestaande uit land. Five Points ligt op ongeveer 265 m boven zeeniveau.

## Plaatsen in de nabije omgeving
De onderstaande figuur toont de plaatsen in een straal van 24 km rond Five Points.